# Цитас, Георгиос
Гео́ргиос Ци́тас (греч. Γεώργιος Τσίτας; 1872, Измир, Айдын — 1940-е) — греческий борец, серебряный призёр летних Олимпийских игр 1896.
Цитас участвовал на играх, когда ему было 24 года. 10 апреля, не имея соперника в четвертьфинале, он начал соревнование по борьбе сразу с полуфинала, где встретился со своим соотечественником, Стефаносом Христопулосом. Обыграв его, Цитас вышел в финал, где ему противостоял немец Карл Шуман. Борьба затянулась до наступления темноты, и финал был переложен на следующий день. 11 апреля, Цитас уступил Шуману в борьбе.
В обычной жизни Георгиос Цитас был пекарем и кондитером. Умер во время итальяно-немецкой оккупации Второй мировой войны между 1940 и 1945 годами.